# 利尻漁業協同組合
利尻漁業協同組合（りしりぎょぎょうきょうどうくみあい,英: Rishiri fishery cooperative）は、北海道利尻郡利尻富士町鴛泊に本所を置く漁業協同組合である。また、同町鬼脇と利尻町仙法志、沓形に支所を設置している。2008年1月に、それまであった島内4漁協が合併し発足した。略称は「利尻漁協」（りしりぎょきょう）。信用事業・共済事業・冷凍加工事業・購買事業・販売事業、組織指導、監査、広報活動を行っている。

## 沿革
- 2008年（平成20年）1月1日 鴛泊漁業協同組合と鬼脇漁業協同組合、仙法志漁業協同組合、沓形漁業協同組合が合併し、『利尻漁業協同組合』を発足。

## 所在地
- 鴛泊本所

　　〒097-0101
北海道利尻郡利尻富士町鴛泊字港町194-1地先
- 鬼脇支所

　　〒097-0211
北海道利尻郡利尻富士町鬼脇字鬼脇67
- 仙法志支所

　　〒097-0311
北海道利尻郡利尻町仙法志字政泊187
○  御崎直売店
　　〒097-0311
北海道利尻郡利尻町仙法志字御崎　御崎公園入口
　　　　　　　　　　　　　　　　　
営業期間 = 5月から10月
- 沓形支所

　　〒097-0401
北海道利尻郡利尻町沓形字本町93

## 主な水産物
- 魚類 - ホッケ　カレイ　ソイ　ガヤ　ヒラメ
- 海藻類 - コンブ　ワカメ
- その他 - ウニ　ナマコ　タコ

## 事業内容
- 信用事業
- 共済事業
- 購買事業
- 販売事業
- 製氷冷凍冷蔵事業
- 加工事業
- 利用事業
- 自営事業
- 指導事業

## 漁港
- 鬼脇漁港
- 雄忠志内漁港
- 本泊漁港
- 新湊漁港
- 蘭泊漁港
- 仙法志漁港
- 御崎漁港